# Polyporogaster sinuata
Polyporogaster sinuata är en mångfotingart som beskrevs av Filippo Silvestri 1919. Polyporogaster sinuata ingår i släktet Polyporogaster och familjen trädgårdsjordkrypare.
Artens utbredningsområde är Pakistan. Inga underarter finns listade i Catalogue of Life.